# Campeonato Internacional de Tênis de Campinas 2023
Il Campeonato Internacional de Tênis de Campinas 2023, noto anche come Santander Apresenta Campeonato Internacional de Tênis de Campinas, è stato un torneo maschile di tennis professionistico giocato sulla terra rossa. È stata la 13ª edizione del torneo, facente parte della categoria Challenger 100 nell'ambito dell'ATP Challenger Tour 2023. Si è giocato al Sociedade Hípica de Campinas di Campinas, in Brasile, dal 2 all'8 ottobre 2023.

## Partecipanti

### Teste di serie
| Nazionalità | Giocatore             | Ranking* | Testa di serie |
| ----------- | --------------------- | -------- | -------------- |
| Argentina   | Federico Coria        | 83       | 1              |
| Argentina   | Juan Manuel Cerúndolo | 88       | 2              |
| Argentina   | Facundo Díaz Acosta   | 105      | 3              |
| Argentina   | Francisco Comesaña    | 127      | 4              |
| Regno Unito | Jan Choinski          | 128      | 5              |
| Bolivia     | Hugo Dellien          | 136      | 6              |
| Brasile     | Felipe Meligeni Alves | 142      | 7              |
| Argentina   | Camilo Ugo Carabelli  | 151      | 8              |

* Ranking al 25 settembre 2023.

### Altri partecipanti
I seguenti giocatori hanno ricevuto una wild card per il tabellone principale:
- Enzo Lima
- Eduardo Ribeiro
- Nicolas Zanellato

Il seguente giocatore è entrato in tabellone come special exempt:
- Gustavo Heide

I seguenti giocatori sono entrati in tabellone come alternate:
- Murkel Dellien
- Matheus Pucinelli de Almeida
- João Lucas Reis da Silva

I seguenti giocatori sono passati dalle qualificazioni:
- Daniel Dutra da Silva
- José Pereira
- Pedro Sakamoto
- Orlando Luz
- Wilson Leite
- Igor Gimenez

## Punti e montepremi
| Torneo    | Torneo              | V      | F      | SF    | QF    | 2T    | 1T    | Q | Q2  | Q1  |
| Singolare | Punti               | 100    | 60     | 36    | 20    | 9     | 0     | 5 | 2   | 0   |
| Singolare | Premi in denaro ($) | 17,650 | 10,380 | 6,140 | 3,570 | 2,105 | 1,270 | – | 635 | 320 |
| Doppio    | Punti               | 100    | 60     | 36    | 20    | –     | 0     | – | –   | –   |
| Doppio    | Premi in denaro ($) | 7,590  | 4,400  | 2,645 | 1,570 | –     | 880   | – | –   | –   |

## Campioni

### Singolare
Thiago Monteiro ha sconfitto in finale  Camilo Ugo Carabelli con il punteggio di 3–6, 6–4, 6–4.

### Doppio
Guido Andreozzi /  Guillermo Durán hanno sconfitto in finale  Diego Hidalgo /  Cristian Rodríguez con il punteggio di 7–6(4), 6–3.